# Yamadazyma scolyti
Yamadazyma scolyti är en svampart som först beskrevs av Phaff & Yoney., och fick sitt nu gällande namn av Billon-Grand 1989. Yamadazyma scolyti ingår i släktet Yamadazyma och familjen Pichiaceae.   Inga underarter finns listade i Catalogue of Life.